# ハルル島
ハルル島はペルシャ湾に浮かぶカタール領の島。基礎自治体としてのドーハに属す。
カタールで最も重要な島のひとつ。ドーハからは北東に約80km（50マイル）に位置する。周辺油田からの産出物の貯蔵と搬出場所となっている。島にはカタール海軍や沿岸警備隊の基地がある。
1900年代には真珠採取の船が頻繁に訪れた。
ハルル島はRas Rakanの南東72マイル、首都ドーハの北東約50マイルにある。長さはおよそ1マイル。地形は起伏があり、最高地点は202フィート。島はおよそ15マイル先から視認でき、周囲は沖合い0.2マイルまでリーフが広がっている。島はシャマールの影響を受ける。
ハルル島の地表は大半が古生代の地層上にある。カンブリア紀のホルムズ累層が地表部の多くを占める。島はカタールに2箇所しかない、古生代の地層上にある場所のひとつである。赤鉄鉱やオーカーといった鉄の酸化物が産出するが、採掘および輸送コストが高いため利用はされていない。
商業的な産油が始まってすぐの1950年代中ごろに、政府は島を石油搬出拠点にすべく投資を開始した。1960年代には政府は沖合いの油田開発を開始し、島の重要性はさらに高まった。1964年から1966年にかけて島には工業インフラが建設された。2015年現在島には11基のフローティングルーフタンクがあり、その容量は合計で原油500万バレルである。
島内で電力はまかなわれており、9基の発電機で43MWの発電量がある。ハルル島の二つの脱塩施設は1日当たり400立方メートルの処理能力を有する。